# Centrale de Kruonis
La centrale de Kruonis est une centrale de pompage-turbinage de 900 MW située en amont de la ville de Kaunas sur la Niémen en Lituanie. Elle est construite en 1998. Elle appartient au groupe Lietuvos Energija et est exploitée par sa filiale Ignitis Gamyba. Elle est associée au barrage de Kaunas. Une extension à 1 010 MW par l'adjonction d'un cinquième groupe, financée par la Banque européenne d'investissement, devrait être achevée d’ici à la fin de 2026.